# Theodore Roussel
Theodore Casimir Roussel (in francese: Théodore Roussel; Lorient, 23 marzo 1847 – Hastings, 23 aprile 1926) è stato un pittore inglese di origine francese, noto per i suoi paesaggi e le sue scene di genere.

## Biografia
Théodore Roussel nacque a Lorient, in Bretagna, e crebbe in Francia, per poi installarsi definitivamente in Inghilterra nel 1877.
Egli iniziò a dipingere solo nel 1872, dopo che finì il suo servizio militare, ed era del tutto un autodidatta. Le sue primissime opere erano delle scene di vita quotidiana, rese nello stile degli antichi maestri. Nel 1878, egli si trasferì a Londra e, due anni dopo, sposò la vedova Frances Amelia Smithson Bull (1844–1909), una parente collaterale lontana di James Smithson. Nel 1885, incontrò James McNeill Whistler, che divenne un suo amico e il suo mentore per tutta la vita.
Due anni dopo, egli fece un debutto sensazionale a una mostra tenutasi presso il Circolo della Nuova Arte Inglese (New English Art Club) quando presentò la Ragazza che legge (The Reading Girl), un nudo a grandezza naturale. La risposta del pubblico venne espressa da un recensore del periodico The Spectator, il quale scrisse: "... è il realismo della peggior specie: l'occhio dell'artista vede solo l'aspetto volgare della sua modella, rendendola schietta e cruda..." Tuttavia, in termini di carriera, la notorietà dell'opera fu più vantaggiosa che altrimenti. In seguito, sir William Orpen dichiarò che quello era il miglior nudo del periodo.

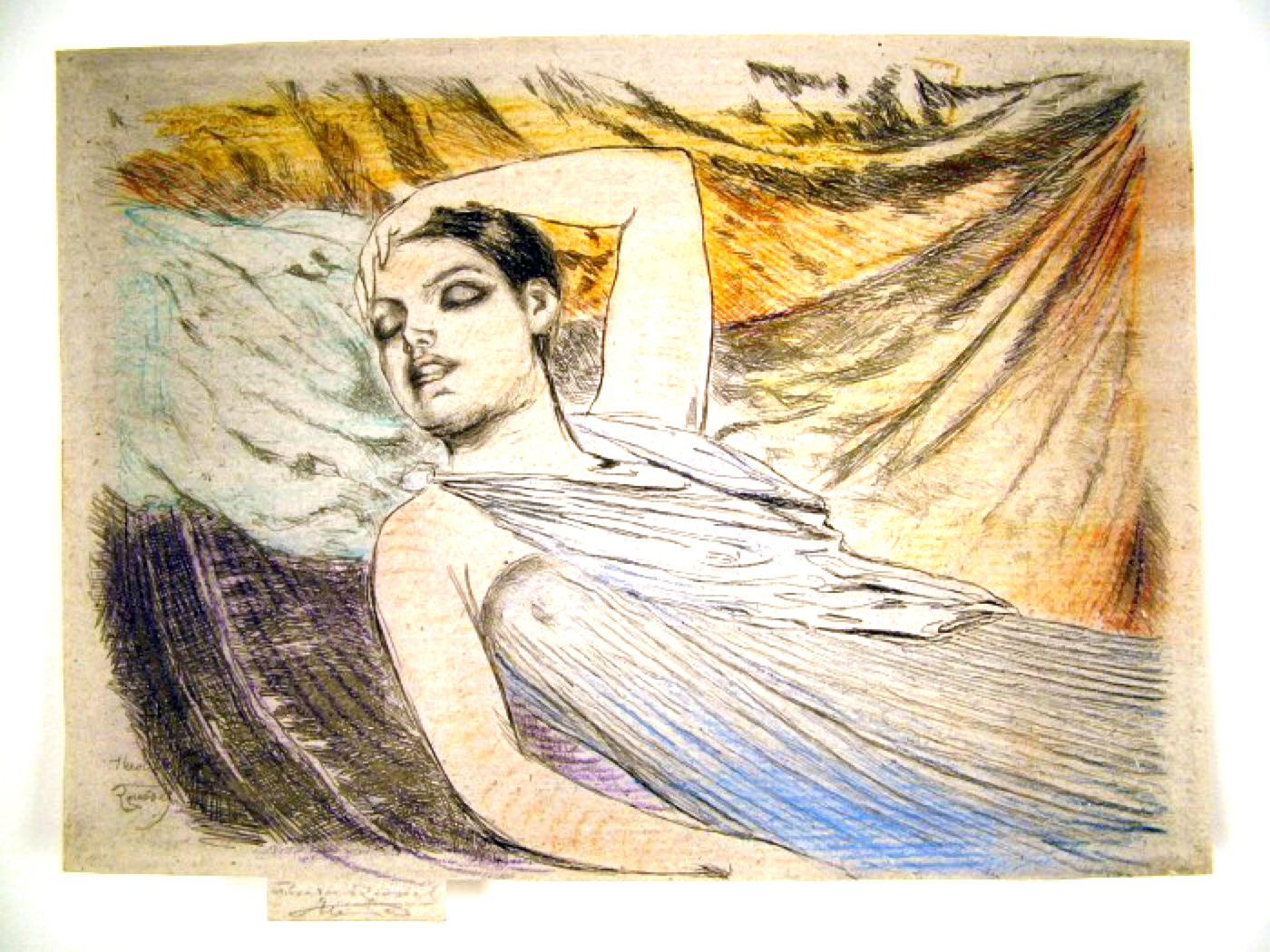
La modella dormiente, un disegno ritraente la modella Hetty Pettigrew.

La modella che aveva posato per quell'opera era Hetty Pettigrew (1867-1953). Lei e le sue sorelle Rose (1872-post 1947) e Lily (1870-post 1911) erano delle modelle popolari e ben pagate che lavorarono per Whistler, William Holman Hunt, John Everett Millais e altri. Hetty divenne l'amante di Roussel e da lei ebbe un figlio, ciononostante quando sua moglie morì, egli sposò la vedova di Arthur Melville, Ethel.
Non molto tempo dopo la mostra famigerata, Theodore comprò una casa a Parsons Green e passò la maggior parte del suo tempo a creare dei paesaggi atmosferici, nei quali spesso appariva il Tamigi. In questo periodo egli imparò anche la tecnica dell'acquaforte e della puntasecca da Whistler, e tuttora egli è considerato uno dei pionieri dell'incisione a colori in Inghilterra. Spesso partecipava alle mostre della Società Reale degli Artisti Britannici (Royal Society of British Artists) e dell'Accademia Reale Scozzese (Royal Scottish Academy). Nel 1908 egli fu uno dei membri fondatori dell'Associazione degli Artisti Alleati (Allied Artists' Association).

## Galleria d'immagini

Maggiociondoli e Battersea, 1889-1890
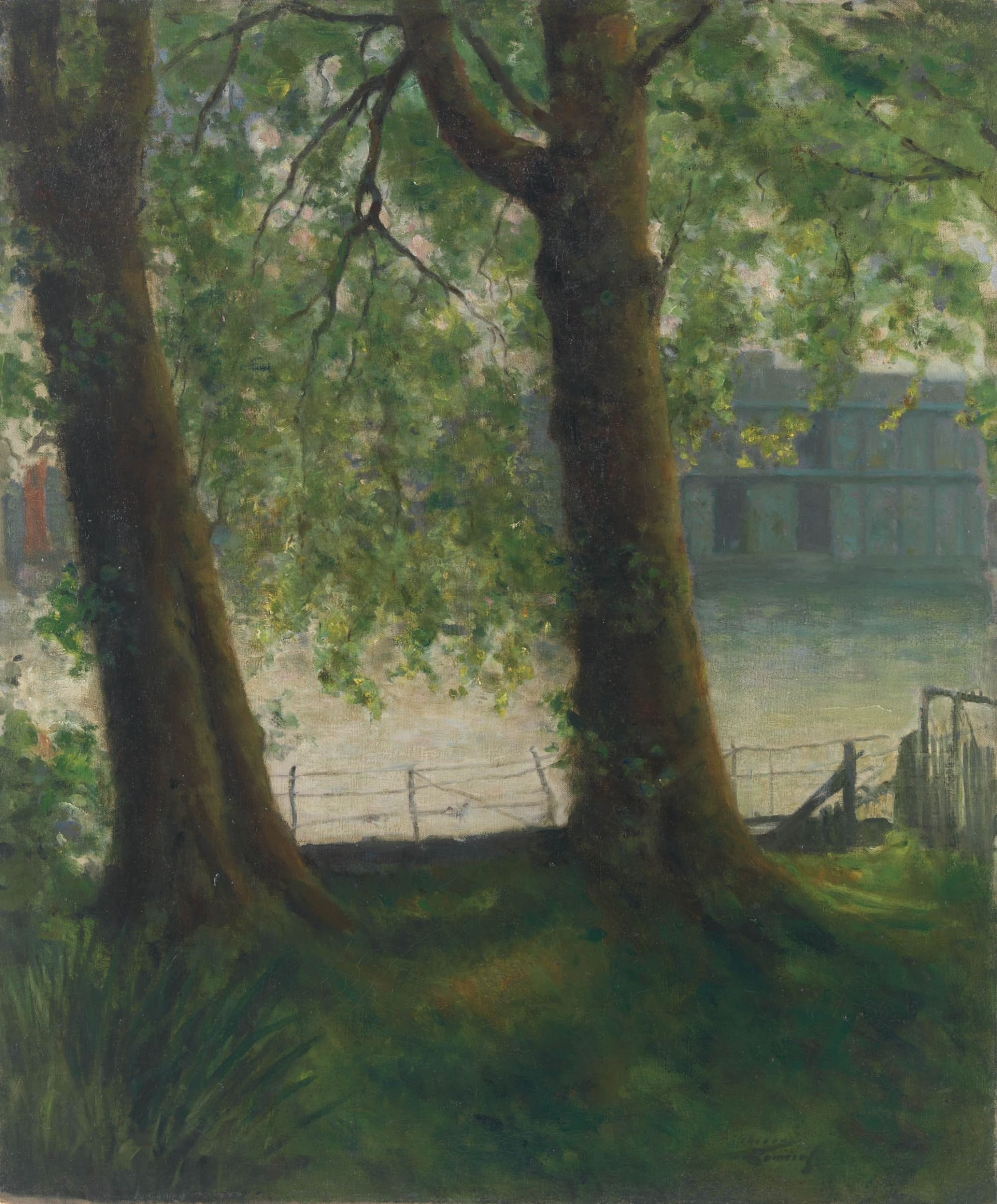
Il Tamigi a Hurlingham, 1900 circa
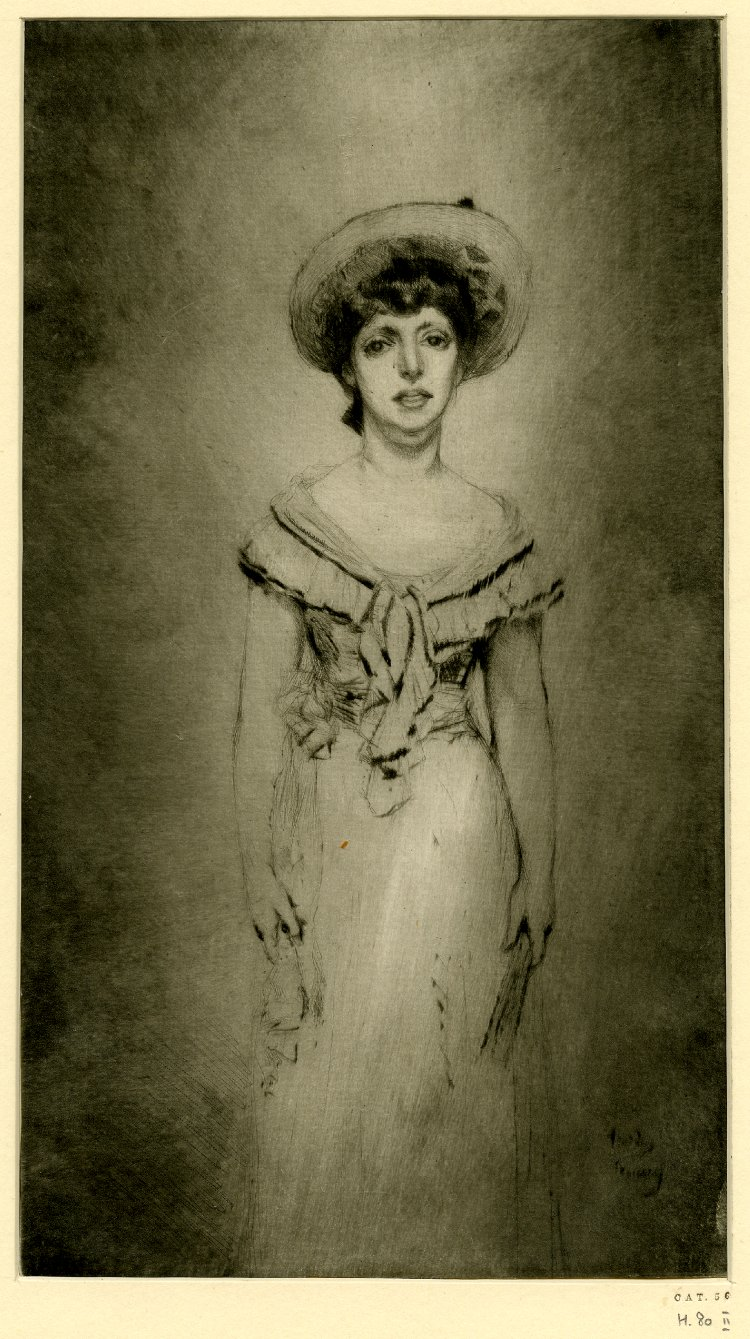
Ritratto di Miss Hetty Pettigrew, 1908
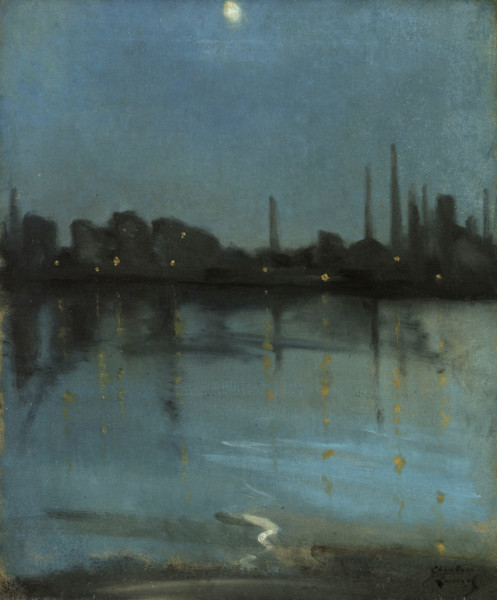
Il Tamigi da Chelsea, ante 1926